# 有爪動物
有爪動物（ゆうそうどうぶつ、onychophoran、学名：Onychophora）とは、長く柔らかい体に数多くの短い脚をもつ動物の分類群である。一般にカギムシと総称され、分類学上は有爪動物門とされる。肉食動物で、粘液を噴出して昆虫などを捕食する。現生の有爪動物は、森の落ち葉の下などに棲んでいる陸生のカギムシ目（Euonychophora）の種類のみが知られている。
節足動物と緩歩動物（クマムシ）に類縁とされ、共に汎節足動物に分類される動物門の1つである。同規的な体節制や、柔軟な表皮と付属肢などという、現生汎節足動物の共通祖先に至る絶滅群とされる葉足動物の祖先形質を明瞭に残すため、有爪動物は「生きている化石」として知られ、汎節足動物の初期系統発生と節足動物の起源を理解するのに重要視される分類群の1つである。

## 名称
学名「Onychophora」は「爪をもつ者」を意味する（ギリシャ語：「όνυξ」＝爪・「φέρω」＝有る、持つ）。これは本群の鉤爪をもった脚に因んでいる が、近縁である葉足動物・緩歩動物・節足動物のそれぞれの脚も原則として爪があるため、「爪をもつ」こと自体は別に有爪動物に特有の性質ではない。総称として英語は学名に因んだ「onychophoran」と、ビロード状の表皮に由来する「velvet worm」（ベルベットワーム）がある。日本語では「カギムシ」、中国語では「櫛蠶」、「天鵝絨蟲」、もしくは「黏液蟲」と呼ばれている。

## 形態

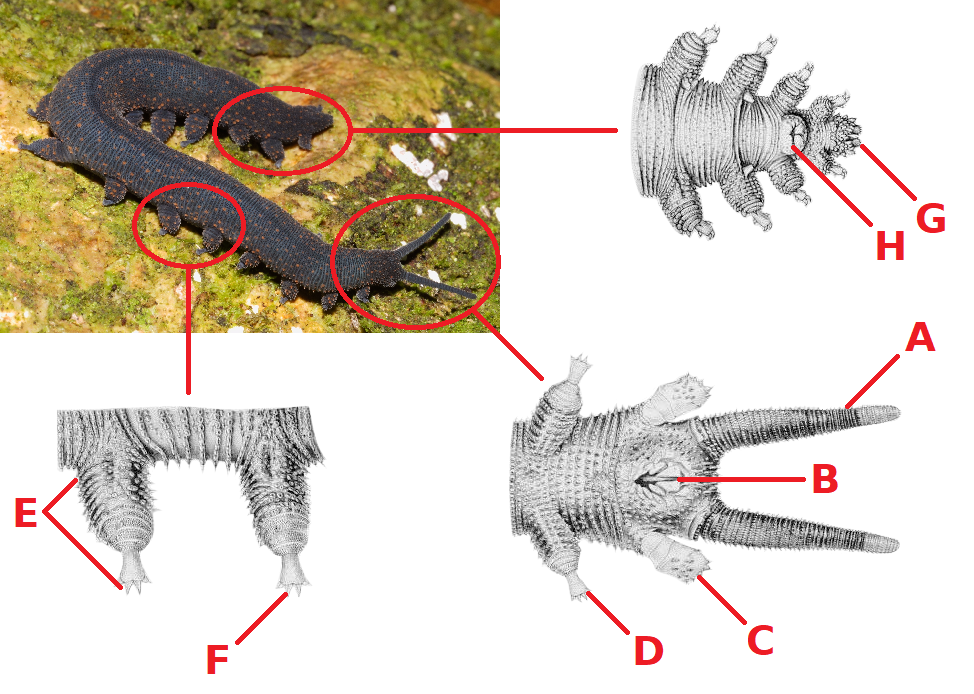
有爪動物の形態：A：触角、B：口器、C：slime papilla、DとE：葉足、F：爪、G：肛門、H：生殖孔

体は柔らかく、細長い。やや腹背に扁平、背面は盛り上がり、腹面は平らになっている。全身は無数の乳頭突起（papillae）が生えたビロード状の柔らかい皮膚（クチクラ）に覆われ、撥水性をもち、無数の環形の筋（annulation）に細分される。体色は種によって赤褐色、青、黒、黒紫色など様々である。
頭部は先節（ocular somite）・第1体節・第2体節の計3体節が含まれ、それに応じて3対の付属肢をもつ。先頭には先節由来の1対の筋肉質な触角（antennae, primary antennae）、その直後には1対の単眼（ocelli）をもつ。頭部の腹面にある口は複雑な口器で、奥には第1体節付属肢の鉤爪から特化した1対の顎（jaw）がある。顎の直前には、鋸歯状の舌に似た1枚の柔らかい構造体（tongue）がある。この部分はかつて「上唇」（labrum）とも呼ばれてきたが、節足動物の上唇とは別起源である。これらの口器の周辺は、一見して放射状の柔らかい乳頭突起（lip papillae）に覆われるが、これは複数体節の表皮由来の左右対称の構造体であり、緩歩動物や葉足動物に見られる放射状の口器とは別起源である。これらの口器の側面には、第2体節に由来し、粘液腺の開口として機能する1対の管状の器官（slime papillae）がある。
それ以降の胴部から尾部にかけて、葉足（lobopod、葉足動物と緩歩動物の葉足から区別して「onchopod」とも）という付属肢が十数対以上を両腹面に並ぶ。葉足は短い円錐形に突出し、環形の筋に細分され、先端は足先のように特化した部分（distal foot）が突出し、その末端には3本の感覚毛と1対の鉤爪がある。この足先状の部分の直前は、地面に触れる肉球状の構造（spinous pad）が腹面で前後3つ並んでいる。
尾部は付属肢をもたない突出部で、肛門がそこに開く。生殖孔（gonopore）は最後の葉足の間の腹面中央か、もう一つ前の葉足の間に開く。
有爪動物の鉤爪（爪由来の顎も含む）は、内部が常に多重構造になっている。これは一部の葉足動物に似て、緩歩動物や節足動物の爪（脱皮直前の時のみ多重になる）とは異なる。

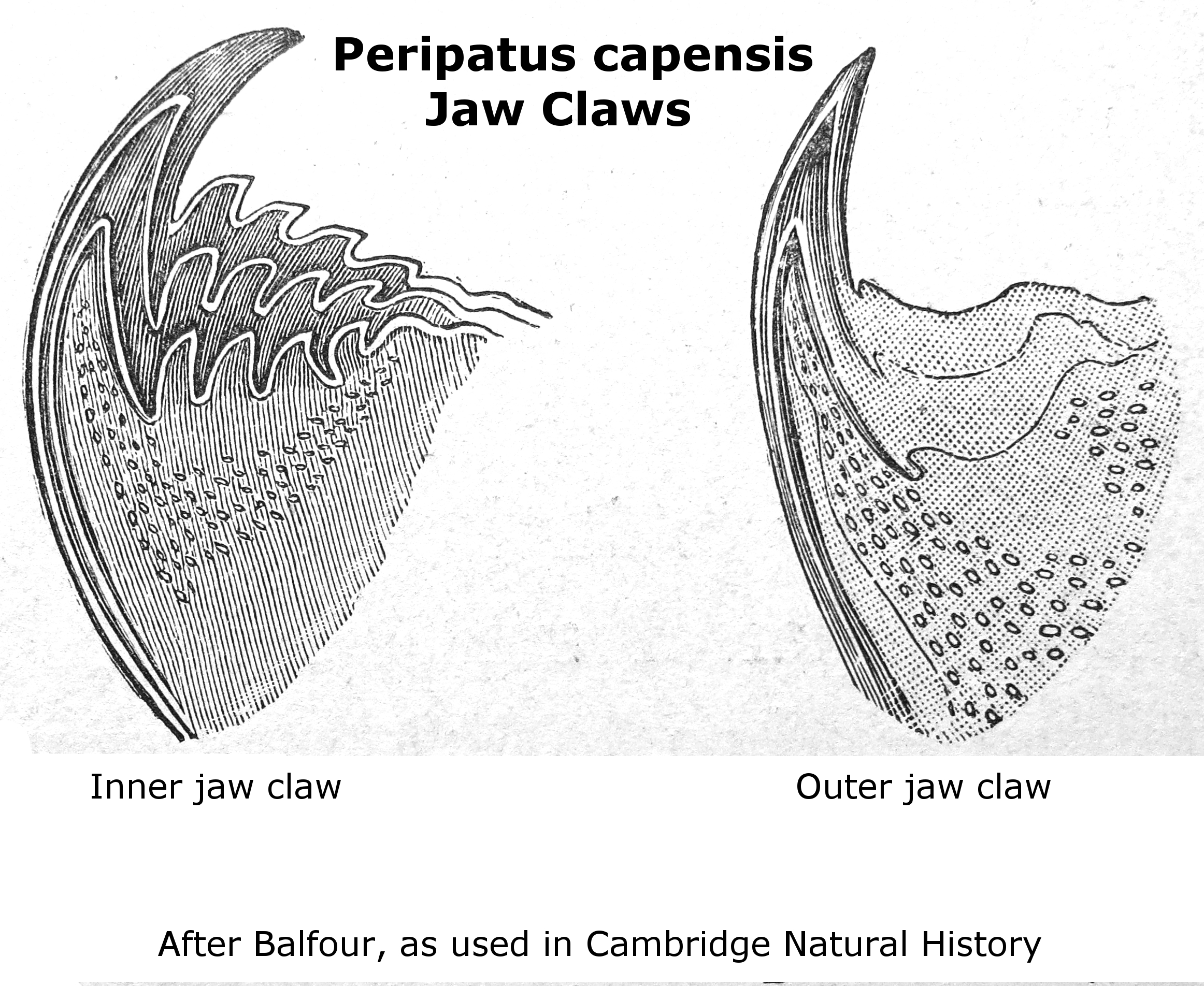
顎
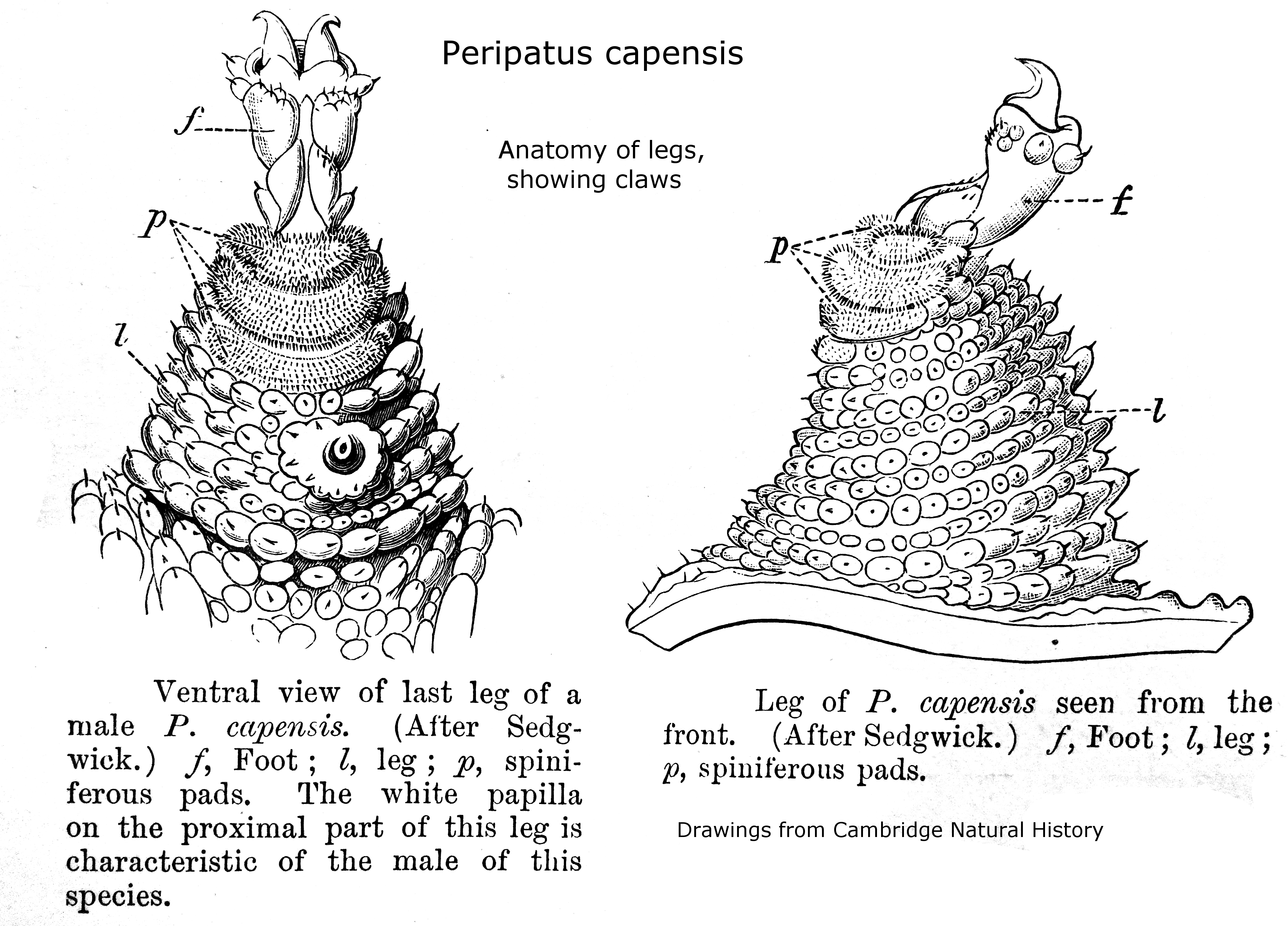
葉足
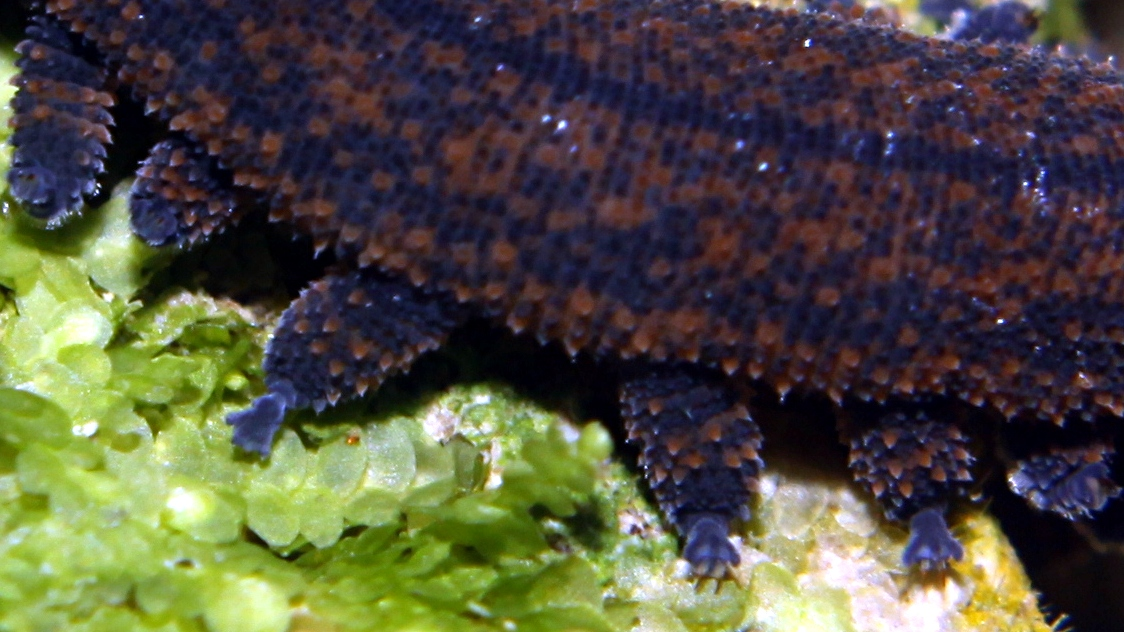
葉足
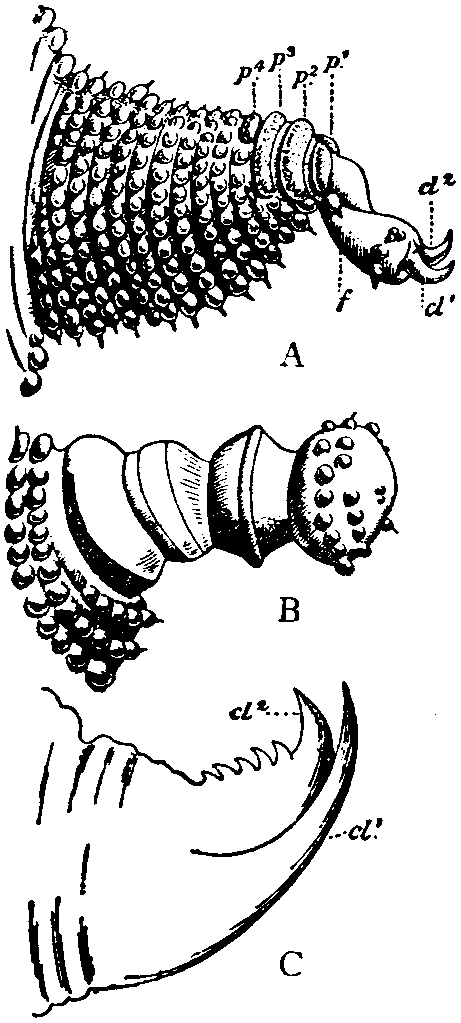
葉足（A）、slime papillae（B）と顎（C）

### 内部構造

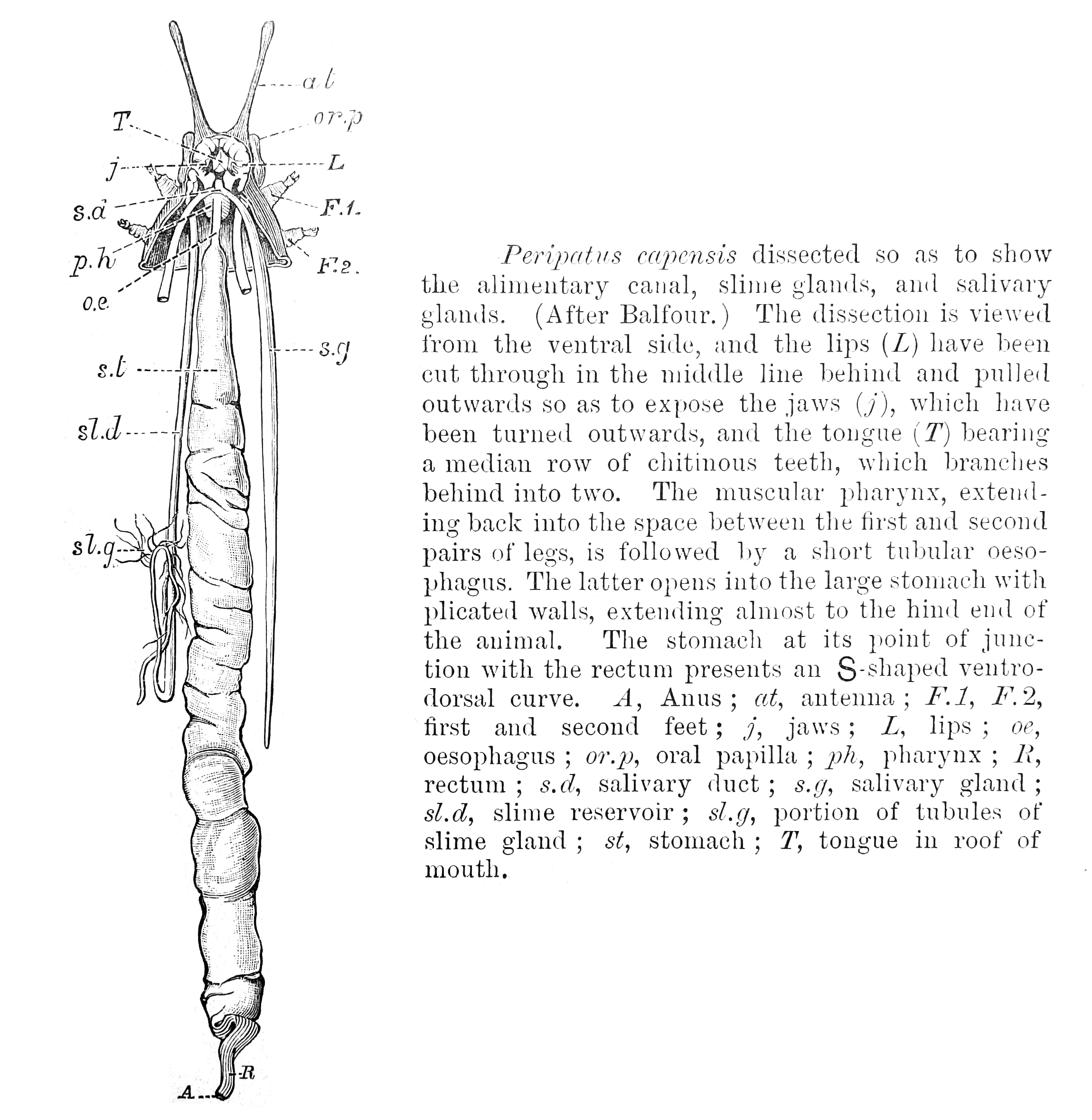
有爪動物の解剖図

呼吸は気管系によって行われる。体表のあちこちに気門が開き、その内部にはフラスコ型の気管嚢がある。気管はここから2-3本が体の内部へと伸び、それらは互いに癒合することがない。
はしご形神経系をもち、脳はそれぞれ触角と顎（先節と第1体節）に対応した前大脳（protocerebrum）と中大脳（deutocerebrum）という2つの脳神経節（cerebral ganglion）からなる。第2体節およびそれ以降の胴部腹側には1対の腹神経索（ventral nerve cord）が走り、節足動物と緩歩動物のものに比べると、神経索の間隔は広く、付属肢と体節に当たる部分は神経節（ganglion）をもたない。神経索の左右から胴部の背側まで囲んだ一連の神経根が伸びる。

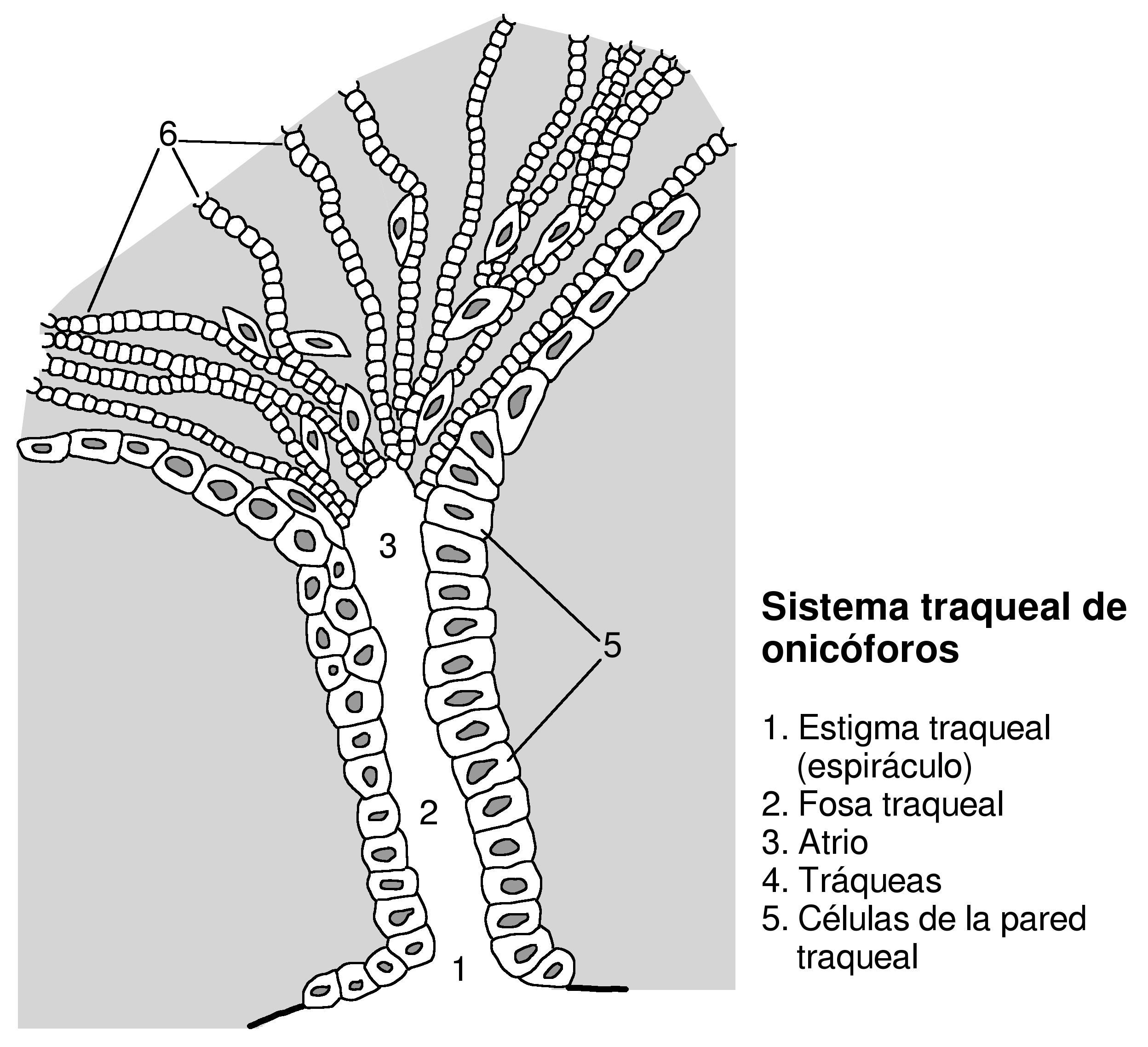
有爪動物の気管系
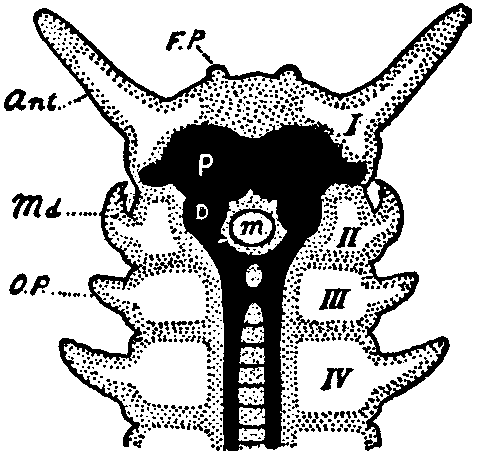
有爪動物の頭部各部位の対応関係（Ant：触角、Md：顎、Op：Slime papilla、P：前大脳、D：中大脳）

## 生殖
カギムシは雌雄異体で、体内受精によって生殖する。雄は精包を雌の体表に貼り付け、精子はその皮膚を貫いて雌の体に侵入し、卵を受精させる。卵を産み出す場合と、体内で孵化するものがある。また、一部の種では胎盤が形成される胎生を行う。

## 生態

粘液を噴射する

熱帯多雨林の地表や朽ち木の中などに生息する。肉食性で、小型の昆虫等を捕食する。餌をとるときは口のそばにある粘液腺から白い糸のように見える粘液を噴出し、これを獲物に引っかけて動けなくする。場合によっては30cmほども飛ぶ。この粘液は防御のためにも使われる。成長は脱皮を通じて行われる。
現生種はすべて陸生である。これによって、有爪動物は現存する動物門のうち、現生種が水生および海産種を含まない唯一の動物門となっている。

## 系統関係
有爪動物は、緩歩動物・節足動物と共に汎節足動物を構成する。はしご形神経系、腎管や爪のある付属肢の配置などの解剖学的構造、遺伝子発現、胚発生の様子は、いずれも節足動物および緩歩動物様の体節制にあることを裏付け、この3つの動物門の単系統性を支持する。一方で、汎節足動物の内部系統におけるこれらの動物門の系統関係は議論的である。これらは線形動物門や鰓曳動物門などの環神経動物と共に脱皮動物を構成する。
古典的な分類において、有爪動物は節足動物の1綱とされ（昆虫類・多足類と共に単枝亜門 (Uniramia) を構成する）、または節足動物に似た点が多いもののこのような点で異なることから、緩歩動物、舌形動物（五口動物）と併せて側節足動物という群にまとめられることもある。また、発見当初はナメクジの1種として記載された。
環形動物の多毛類に似ている点として、付属肢が疣足状であること、平滑筋であること、生殖輸管や腎管に繊毛があることなどが挙げられる。かつては節足動物が環形動物から進化したと考えられたため、この両者をつなぐ位置にあるものと考えられたこともあった。しかし、節足動物と環形動物は別系統（脱皮動物と冠輪動物）であると判明して以降、この仮説は支持されなくなっている。

### 葉足動物との関係性
アイシェアイアとハルキゲニアを初めとして、カンブリア紀の多くの葉足動物は、一見して有爪動物に似た姿で、かつては全般的に原始的な有爪動物だと考えられた。しかし節足動物に似た性質をもつ葉足動物が後に発見され、葉足動物は有爪動物だけでなく、節足動物の祖先をも含んだ側系統群であると判明した。これにより、環節に細分された柔軟なクチクラや葉足などという、かつて有爪動物的と思われた葉足動物の特徴も、両者の系統関係を反映しない汎節足動物の祖先形質だと分かり、葉足動物と有爪動物の類縁関係は、新たな基準で見直さなければならない。

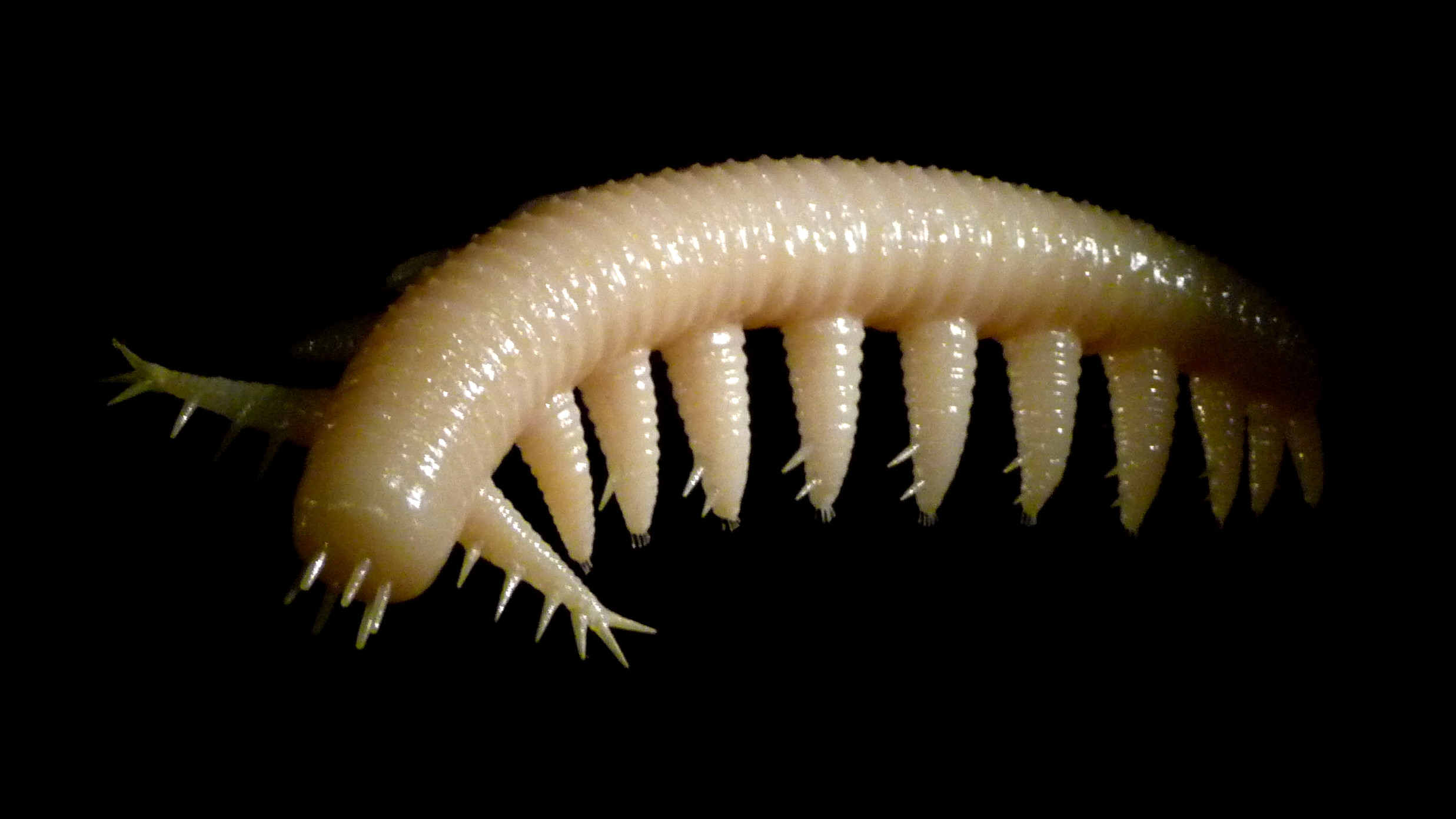
葉足動物アイシェアイアの復元模型
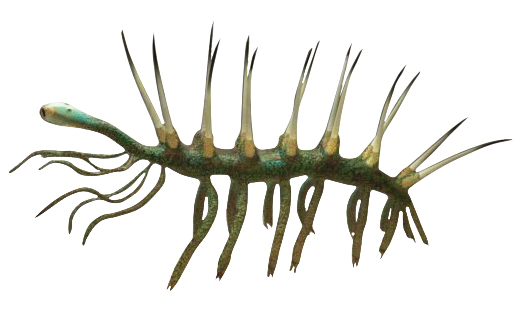
有爪動物に似る爪の構造が注目された葉足動物ハルキゲニア
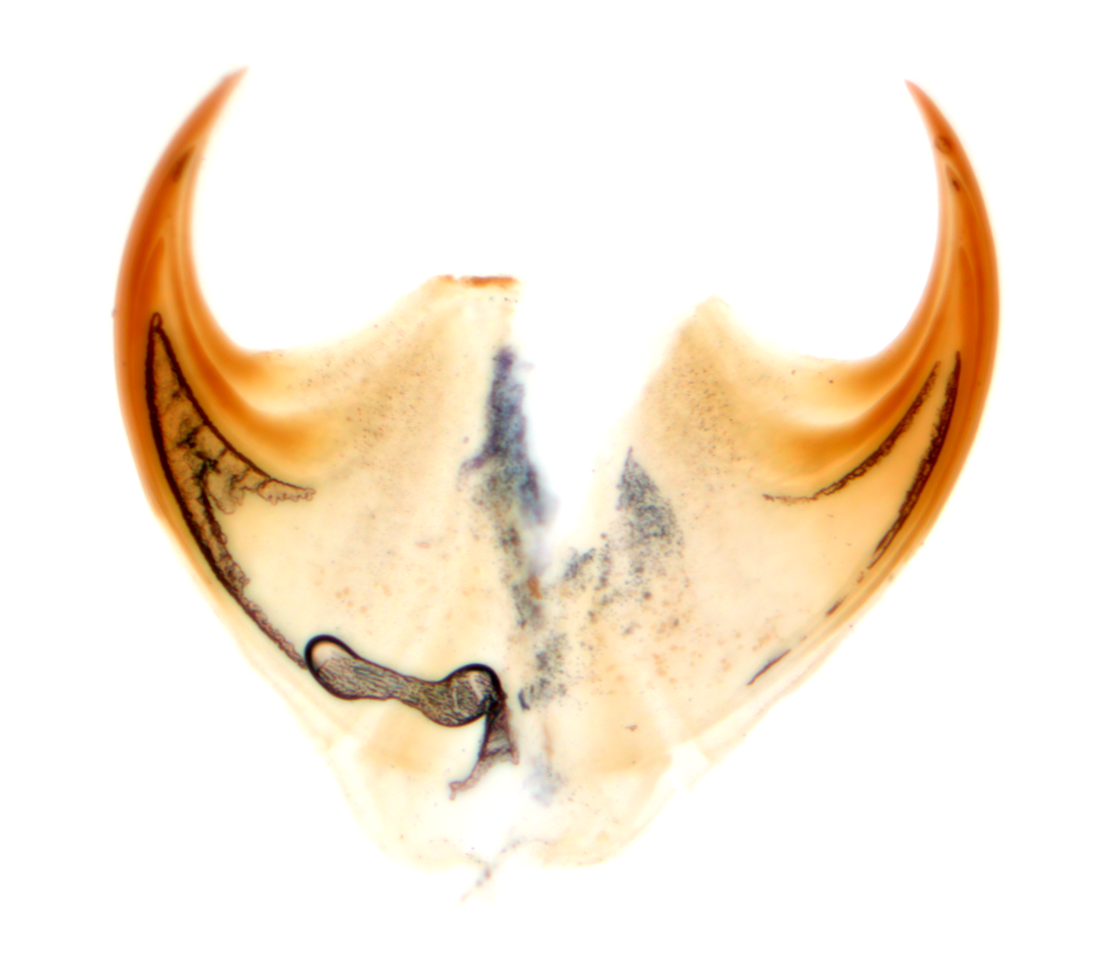
有爪動物の1種 Euperipatoides kanangrensis の爪
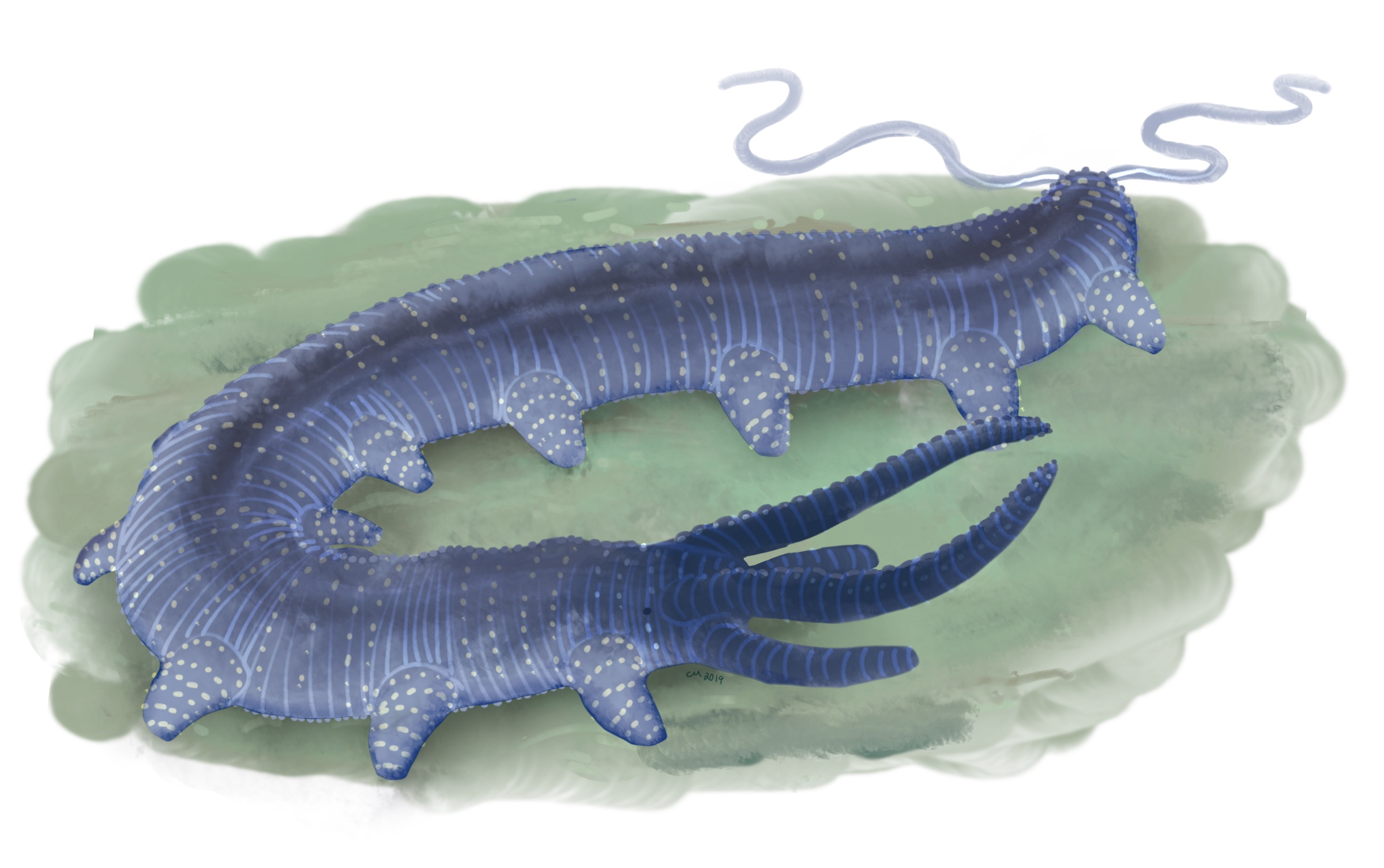
有爪動物の近縁として広く認められる数少ない葉足動物の1つアンテナカンソポディア

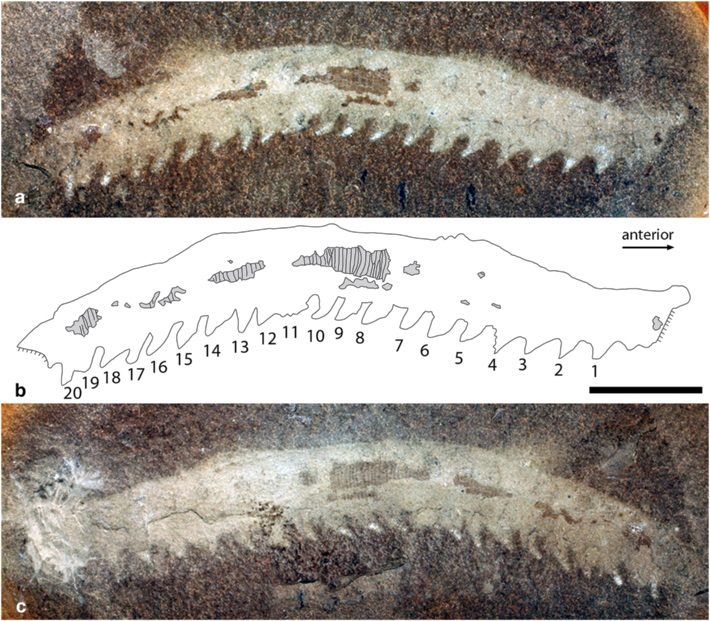
基盤的な有爪動物と思われる石炭紀のヘレノドラの化石標本

その後、かつて有爪動物に近縁と思われた葉足動物の系統関係はほとんどが不確実で、種によって有爪動物の初期系統（ステムグループ）・別の汎節足動物（緩歩動物および節足動物）の初期系統・独立した別系統だと、対立した様々な系統仮説を与えられた。葉足動物の1種ハルキゲニア・スパルサ（Hallucigenia sparsa）の爪からは、有爪動物に似た多重構造が確認されており、これに基づいて有爪動物の系統に属する説もあった が、他の葉足動物のこの特徴の有無は不明であるため、有爪動物の系統に特有する派生形質として断言しにくく、前述の特徴のような、単なる汎節足動物の祖先形質に過ぎない可能性もある。21世紀以降、有爪動物の初期系統（基盤的な有爪動物）として広く認められる葉足動物は、アンテナカンソポディア（Antennacanthopodia）やオーステノトゥブルス（Orstenotubulus）などという僅かな種類しかない。

## 下位分類
現生種はすべてカギムシ目に属し、ペリパツス科とペリパトプシス科に分ける。2012年時点では、約180種の有爪動物が認められる。
- （綱）Udeonychophora
  - カギムシ目 Euonychophora
    - ペリパツス科 Peripatidae
    - ペリパトプシス科 Peripatopsidae

## 参考画像

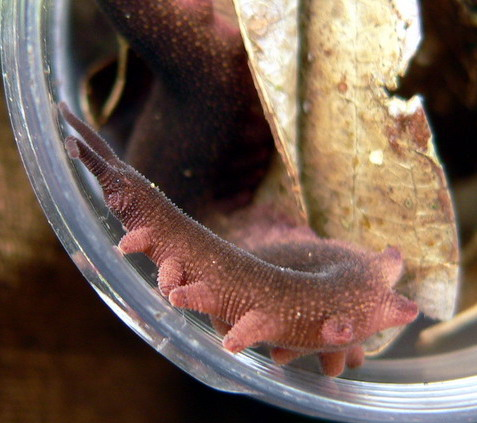
Eoperipatus totoro
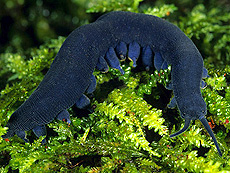
Peripatoides indigo
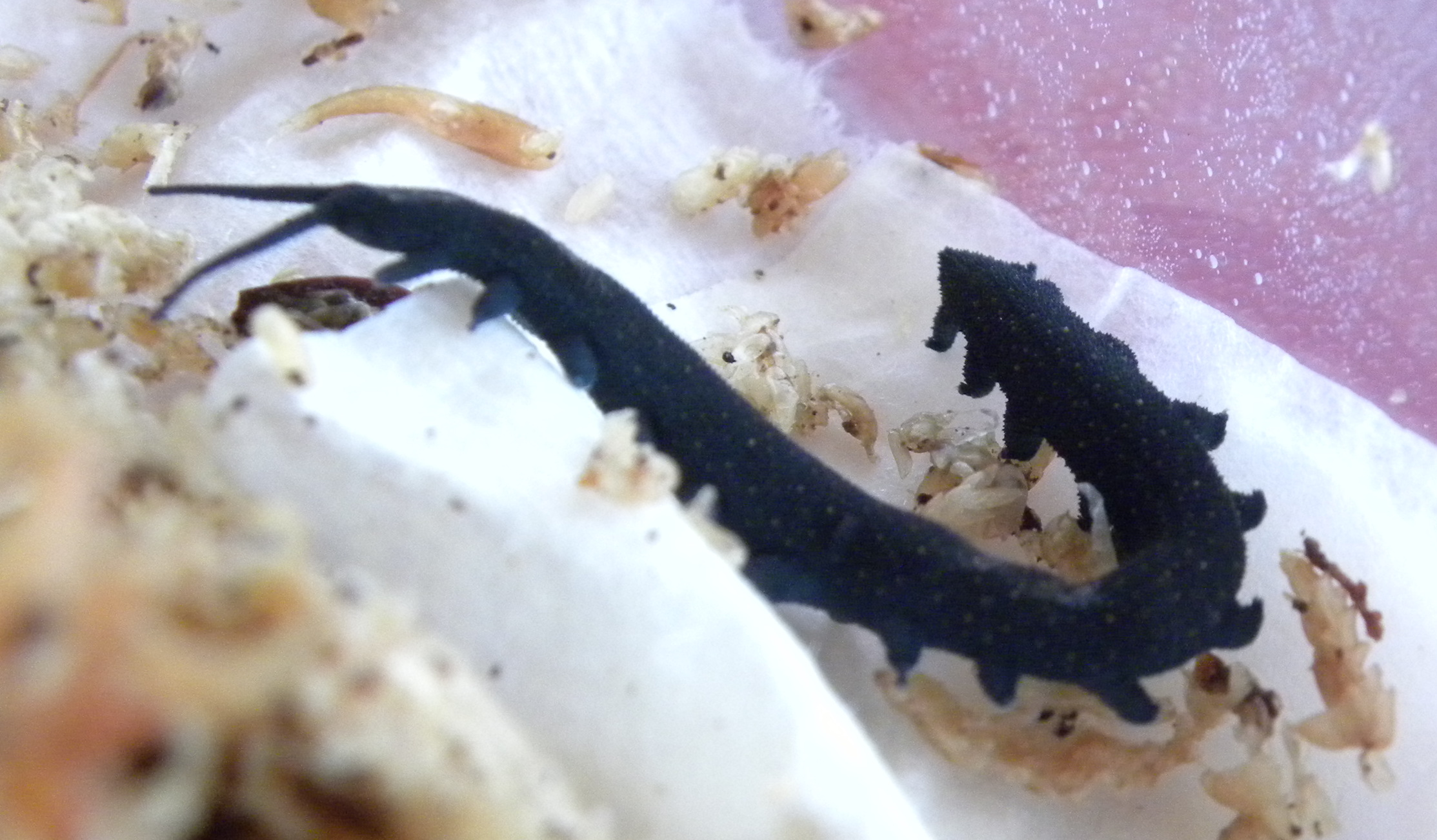
Euperipatoides rowelli
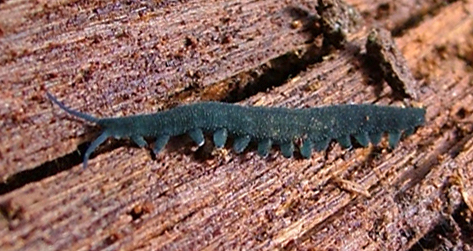
Euperipatoides kanangrensis
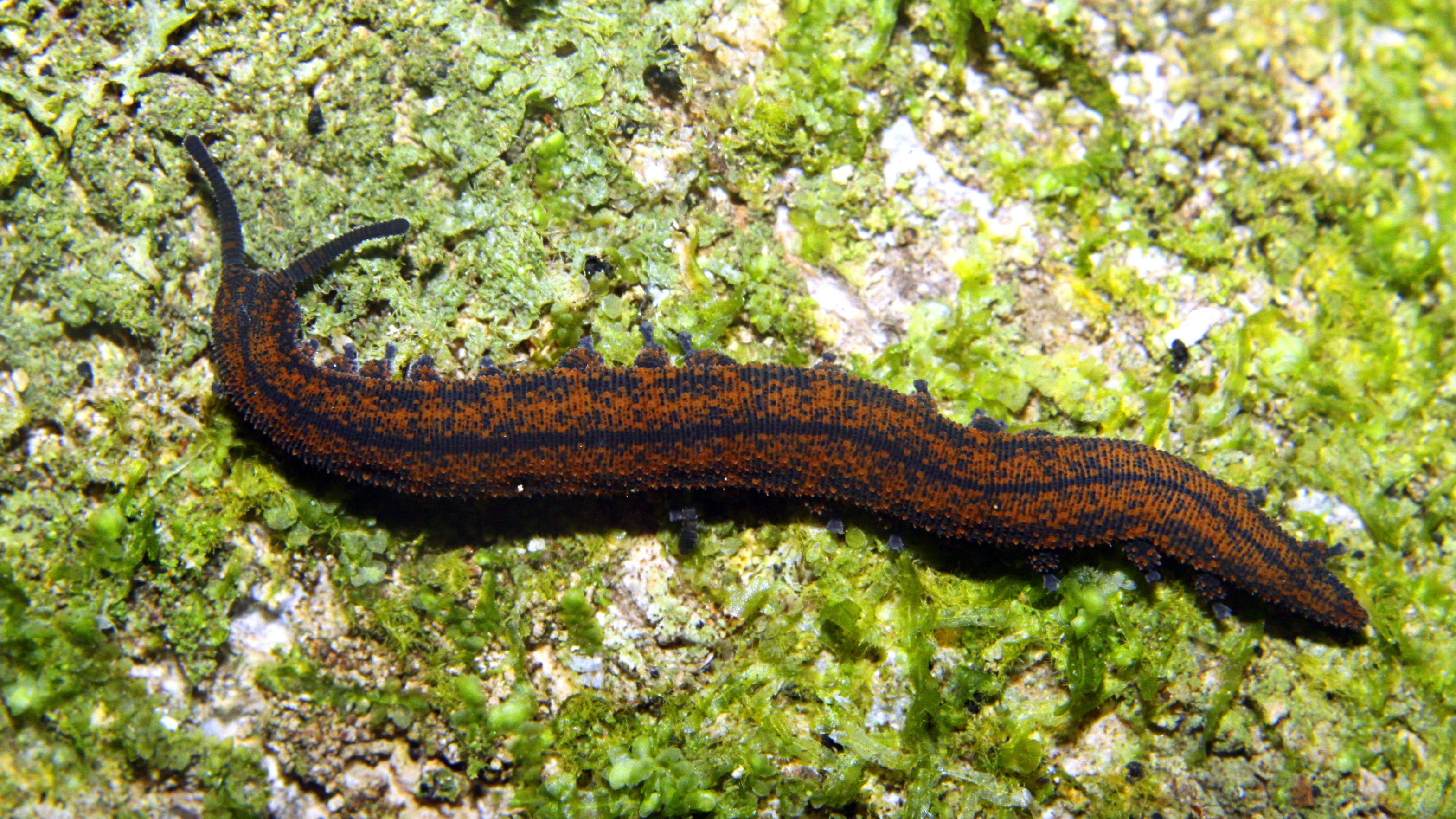
Peripatoides sp.
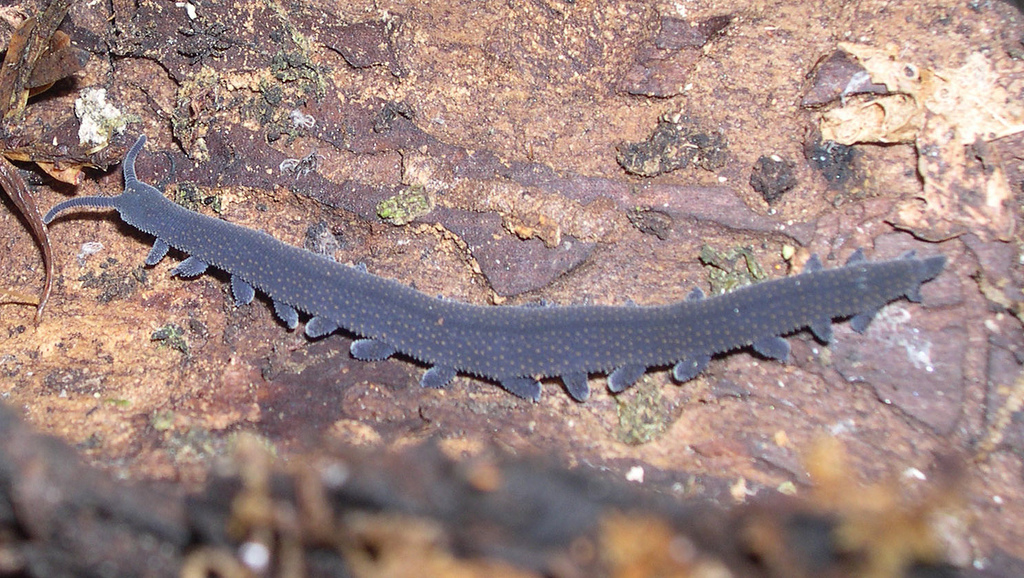
Peripatoides sp.